# Chulilla
Chulilla település Spanyolországban, Valencia tartományban. Chulilla Llíria, Loriguilla, Bugarra, Gestalgar, Sot de Chera, Losa del Obispo és Villar del Arzobispo községekkel határos. Lakosainak száma 677 fő (2024).

## Népesség
A település népessége az utóbbi években az alábbiak szerint változott:
| Lakosok száma | 761  | 772  | 786  | 779  | 718  | 664  | 628  | 665  | 692  | 677  |
|               | 2001 | 2004 | 2007 | 2009 | 2012 | 2014 | 2017 | 2019 | 2022 | 2024 |